# Longvic
Longvic és un municipi francès, situat al departament de la Costa d'Or i a la regió de Borgonya - Franc Comtat. L'any 2007 tenia 9.358 habitants.

## Demografia

### Població
El 2007 la població de fet de Longvic era de 9.358 persones. Hi havia 3.846 famílies, de les quals 1.267 eren unipersonals (602 homes vivint sols i 665 dones vivint soles), 1.024 parelles sense fills, 1.172 parelles amb fills i 383 famílies monoparentals amb fills.
La població ha evolucionat segons el següent gràfic:
Habitants censats

### Habitatges
El 2007 hi havia 4.131 habitatges, 3.945 eren l'habitatge principal de la família, 17 eren segones residències i 169 estaven desocupats. 1.650 eren cases i 2.466 eren apartaments. Dels 3.945 habitatges principals, 1.853 estaven ocupats pels seus propietaris, 2.035 estaven llogats i ocupats pels llogaters i 57 estaven cedits a títol gratuït; 141 tenien una cambra, 574 en tenien dues, 938 en tenien tres, 1.101 en tenien quatre i 1.190 en tenien cinc o més. 2.268 habitatges disposaven pel capbaix d'una plaça de pàrquing. A 2.108 habitatges hi havia un automòbil i a 1.264 n'hi havia dos o més.

### Piràmide de població
La piràmide de població per edats i sexe el 2009 era:
| Homes | Edats   | Dones |
| ----- | ------- | ----- |
| 4     | 95 o +  | 8     |
| 8     | 90 a 94 | 28    |
| 32    | 85 a 89 | 72    |
| 8     | 80 a 84 | 40    |
| 88    | 75 a 79 | 108   |
| 108   | 70 a 74 | 152   |
| 192   | 65 a 69 | 208   |
| 172   | 60 a 64 | 192   |
| 196   | 55 a 59 | 184   |
| 268   | 50 a 54 | 264   |
| 388   | 45 a 49 | 376   |
| 336   | 40 a 44 | 352   |
| 376   | 35 a 39 | 348   |
| 336   | 30 a 34 | 316   |
| 413   | 25 a 29 | 408   |
| 288   | 20 a 24 | 360   |
| 364   | 15 a 19 | 324   |
| 280   | 10 a 14 | 336   |
| 328   | 5 a 9   | 256   |
| 240   | 0 a 4   | 216   |

## Economia
El 2007 la població en edat de treballar era de 6.365 persones, 4.733 eren actives i 1.632 eren inactives. De les 4.733 persones actives 4.271 estaven ocupades (2.213 homes i 2.058 dones) i 462 estaven aturades (221 homes i 241 dones). De les 1.632 persones inactives 535 estaven jubilades, 646 estaven estudiant i 451 estaven classificades com a «altres inactius».

### Ingressos
El 2009 a Longvic hi havia 3.922 unitats fiscals que integraven 9.257,5 persones, la mediana anual d'ingressos fiscals per persona era de 17.388 €.

### Activitats econòmiques
Dels 516 establiments que hi havia el 2007, 8 eren d'empreses extractives, 11 d'empreses alimentàries, 14 d'empreses de fabricació de material elèctric, 6 d'empreses de fabricació d'elements pel transport, 50 d'empreses de fabricació d'altres productes industrials, 65 d'empreses de construcció, 104 d'empreses de comerç i reparació d'automòbils, 43 d'empreses de transport, 20 d'empreses d'hostatgeria i restauració, 11 d'empreses d'informació i comunicació, 36 d'empreses financeres, 16 d'empreses immobiliàries, 63 d'empreses de serveis, 45 d'entitats de l'administració pública i 24 d'empreses classificades com a «altres activitats de serveis».
Dels 96 establiments de servei als particulars que hi havia el 2009, 1 era una oficina de correu, 6 oficines bancàries, 9 tallers de reparació d'automòbils i de material agrícola, 1 taller d'inspecció tècnica de vehicles, 5 autoescoles, 8 paletes, 7 guixaires pintors, 9 fusteries, 12 lampisteries, 13 electricistes, 1 empresa de construcció, 6 perruqueries, 2 veterinaris, 1 agència de treball temporal, 8 restaurants, 4 agències immobiliàries, 1 tintoreria i 2 salons de bellesa.
Dels 18 establiments comercials que hi havia el 2009, 1 era, 1 un hipermercat, 1 un supermercat, 1 una botiga de més de 120 m², 6 fleques, 2 carnisseries, 1 una peixateria, 2 botigues d'equipament de la llar i 3 floristeries.
L'any 2000 a Longvic hi havia 6 explotacions agrícoles que ocupaven un total de 246 hectàrees.

## Equipaments sanitaris i escolars
El 2009 hi havia 1 psiquiàtric, 3 farmàcies i 2 ambulàncies.
El 2009 hi havia 4 escoles maternals i 3 escoles elementals. Longvic disposava d'un col·legi d'educació secundària amb 608 alumnes.

## Poblacions més properes
El següent diagrama mostra les poblacions més properes.